# Uruste oja
Uruste oja är ett vattendrag i landskapet Pärnumaa i Estland. Den är 24 km lång och är ett högerbiflöde till Audru jõgi som mynnar i Pärnuviken.